# Правосъдие от Рая
„Правосъдие от Рая“ (на английски: Body Cam) е американски полицейски филм на ужасите от 2020 г. на режисьора Марк Витал, по сценарий на Никълъс Маккарти и Ричмънд Ридъл. Във филма участват Мери Джей Блайдж, Нат Уолф, Дейвид Зайас, Дейвид Уаршовски, Деметриус Груус и Аника Нони Роуз.
Оригинално е насрочен да бъде пуснат през 2019 г., филмът е пуснат дигитално на 19 май 2020 г., преди да бъде пуснат чрез видео по поръчка на 2 юни 2020 г. от Парамаунт Пикчърс.

## Актьорски състав
| Актьор              | Роля                 |
| ------------------- | -------------------- |
| Мери Джей Блайдж    | Рене Ломито-Смит     |
| Нат Уолф            | Дани Холедж          |
| Дейвид Зайас        | Сержант Кеспър       |
| Дейвид Уаршовски    | Дарио Пенда          |
| Деметриус Груус     | Гари Смит            |
| Аника Нони Роуз     | Танеша Бранз         |
| Ланс Е. Никълс      | Пастор Томас Джексън |
| Лара Грайс          | Детектив Сюзън Хейс  |
| Иън Каселбери       | Кевин Ганинг         |
| Филип Форнах        | Гейб Робъртс         |
| Нейма Реймъс-Чапман | Мария Бирк           |
| Мейсън Маки         | ДеМарко              |
| Джибрейл Нантамбу   | Кристофър            |
| Силвия Грейс Крим   | Пиърс                |
| Джеф Поуп           | Джейкъб              |
| Лори Одом           | Йоланда              |

## Продукция
През март 2017 г. е обявено, че Ричмънд Рийдъл е написал сценария за филма. През март 2018 г. става ясно, че Марк Витал ще режисира филма, докато Никълъс Маккарти пренаписва сценария, и че ще е разпространен от Парамаунт Пикчърс. Джон Ридли изпълнява ревизиите на сценария преди участието на Маккарти.
През юни 2018 г. Мери Джей Блайдж се присъединява към актьорския състав. През юли 2018 г. Нат Уолф се присъединява. През септември 2018 г. Аника Нони Роуз и Дейвид Зайас се присъединяват също към състава, докато снимачният процес се състои в Ню Орлиънс.
Джоузеф Бишара композира музиката във филма. Paramount Music пуска саундтрака.

## Пускане
Филмът първоначално трябва да излезе на 17 май 2019 г., но е отложен за 6 декември. На 12 ноември 2019 г. „Парамаунт“ отлага премиерата на филма и той е пуснат дигитално на 19 май 2020 г. и чрез видео по поръчка на 2 юни 2020 г.